# 성수침 서첩-청송진묵
성수침 서첩-청송진묵(成守琛 書帖-聴松眞墨)은 대한민국 경기도 수원시 영통구에 있는 조선시대 성수침의 친필이다. 2018년 4월 30일 경기도의 유형문화재 제330호로 지정되었다.

## 지정사유
성수침 친필로 당시(唐詩)를 행초로 쓴 서첩임. 중자(中子) 행초로 활발하게 구사하며 특히 담묵으로 글자의 대소대비가 특징적인 글로 청송 필적의 기준작이다. 성수침 필적으로는 보기 드문 중자 서첩이며 청송 인장은 작품의 신인도와 조선인장사 연구의 중요한 자료로 서예와 인장 연구에 중요한 자료이다.

## 참고 자료
- 성수침 서첩-청송진묵 - 국가유산청 국가유산포털